# Chiesa di San Vitale (Corte Franca)
La chiesa di San Vitale è la parrocchiale di Borgonato, frazione del comune sparso di Corte Franca, in provincia e diocesi di Brescia; fa parte della zona pastorale del Sebino.

## Storia
L'originaria cappella di Borgonato sorse nell'VIII secolo e dipendeva dal monastero bresciano di Santa Giulia; era l'antico complesso di San vitale vecchio, situato in posizione più bassa, esso fungeva da parrocchiale del paese prima dell'edificazione della nuova chiesa. Il vecchi edificio venne abbandonato dopo la fondazione della nuova parrocchiale, avvenuta grazie alla donazione del terreno per l'edificazione da parte del conte Lana. 
La prima pietra della nuova parrocchiale venne posta nel 1786; l'edificio, voluto da don Giovanni Battista Benedini, fu portato a termine nel 1799.
Nella seconda metà degli anni sessanta si provvide, in ossequio alle norme postconciliari, a realizzare il nuovo altare rivolto verso l'assemblea e, tra il 2005 ed il 2009, la chiesa fu interessata da un intervento di restauro.

## Descrizione

### Esterno
La facciata a capanna della chiesa, rivolta a ponente e suddivisa da una cornice marcapiano modanata in due registri, entrambi scanditi da sei lesene: quello inferiore, in pietra, presenta centralmente il portale d'ingresso, mentre quello superiore è caratterizzato da una finestra rettangolare timpanata e coronato dal frontone di forma triangolare.
Ad alcune decine di metri dalla parrocchiale sorge il campanile a base quadrata, la cui cella presenta una monofora per lato ed è coperta dal tetto a quattro falde.

### Interno
L'interno dell'edificio si compone di un'unica navata, sulla quale si affacciano le cappelle laterali e le cui pareti sono scandite da lesene sorreggenti il cornicione sopra il quale si imposta la volta; al termine dell'aula si sviluppa il presbiterio, rialzato di alcuni gradini e chiuso dal fondale piatto.
Qui sono conservate diverse opere di pregio, tra cui l'organo, costruito nel 1895 da Egidio Sgritta.